# Gebhard Friedrich Eigner

Gebhard Friedrich Eigner, Fotografie

Gebhard Friedrich Eigner (* 21. Oktober 1776 in Vorsfelde; † 5. April 1866 in Braunschweig) war ein deutscher Lehrer, Bibliothekar und Museumsdirektor.

## Leben
Gebhard Friedrich Eigner wurde 1776 in Vorsfelde im Fürstentum Braunschweig-Wolfenbüttel geboren. Er studierte 1795 am Collegium Carolinum in Braunschweig und ab 1796 an der Universität Helmstedt Philologie. Anschließend war er als Erzieher des jungen Grafen von Veltheim tätig, bevor er 1801 Subconrektor an der Großen Schule in Wolfenbüttel wurde. Es folgte 1803 eine Tätigkeit an den Pageninstituten in Braunschweig und  nachfolgend in Kassel. Nach dem Ende der Franzosenzeit trat er 1813 als Hauptmann in das zweite braunschweigische Reserve-Bataillon ein. Im Jahr 1814 wurde er Lehrer für Mathematik am Martino-Katharineum Braunschweig und wirkte anschließend am Collegium Carolinum, zu dessen Mitdirektor er 1825 ernannt wurde.

### Prinzenerzieher
Herzog Friedrich Wilhelm von Braunschweig ernannte Eigner 1815 zum Erzieher seiner Söhne Karl (geb. 1804) und Wilhelm (geb. 1806). Der Herzog starb bereits am 16. Juni des Jahres auf dem Schlachtfeld. Eigner versah die Aufgabe des Prinzenerziehers bis 1823. Es gelang ihm jedoch nicht, ein vertrauensvolles Verhältnis zu den Prinzen herzustellen, wobei der schwierige Charakter des älteren Bruders Karl zu berücksichtigen ist. Ferdinand Spehr attestierte 1877 in seiner Biographie etwas drastisch: „Pedantisch, steif, wenig geschmeidig und zum Erzieher eines künftigen Landesfürsten nicht geeignet“. Nachdem der volljährige Herzog Karl II. 1823 die Regierungsgeschäfte übernommen hatte, versetzte er Eigner im Jahr 1827 als Oberbibliothekar an die Herzog August Bibliothek in Wolfenbüttel. Laut Ferdinand Spehr betrat er die Bibliothek „nur, wenn amtliche Verpflichtungen ihn dazu veranlaßten.“ Im Jahr 1830 wurde Karl II. durch einen Aufstand der Braunschweiger Bevölkerung gestürzt. Ihm folgte sein jüngerer Bruder Wilhelm nach, der Eigner aus der Wolfenbütteler „Verbannung“ nach Braunschweig zurückholte und in seine alten Ämter einsetzte.

### Museumsleiter
In den Jahren von 1827 bis 1831 und wieder von 1831 bis 1866 war Eigner Leiter des herzoglichen Kunst- und Naturalienkabinetts, Vorläufer des heutigen Herzog Anton Ulrich-Museums, in Braunschweig. Sein Direktorat, eine zeittypische höfische „Günstlingsposition“, wird heute überwiegend negativ beurteilt: „Das wenige, was man Eigner zugute halten kann, ist, daß sich unter seiner Ägide die Trennung der Kunstsammlungen von den naturhistorischen Sammlungen vollzog, ...“
Eigner, zeitlebens unverheiratet, starb im hohen Alter von 89 Jahren im April 1866 in Braunschweig.

## Ehrungen
Eigner wurde 1818 zum Hofrat und 1853 von Herzog Wilhelm zum Geheimen Hofrat ernannt. Er war Träger des Ritterkreuzes des Ordens Heinrichs des Löwen.